# Tuija Brax
Tuija Kaarina Brax (ur. 6 stycznia 1965 w Helsinkach) – fińska polityk i prawnik, posłanka do Eduskunty, była minister sprawiedliwości.

## Życiorys
W 1990 ukończyła studia prawnicze na Uniwersytecie Helsińskim. Była radcą prawnym w firmie Silkko & Euramo, a także urzędnikiem przy rzeczniku praw konsumentów. W 1993 została radną Helsinek. W latach 1990–1995 pracowała w klubie poselskim Ligi Zielonych. Od 1995 do 1997 stała na czele tego ugrupowania.
W 1995 z ramienia Ligi Zielonych została wybrana do Eduskunty z okręgu Helsinki. Reelekcję uzyskiwała w kolejnych wyborach parlamentarnych (w 1999, 2003, 2007 i 2011). W drugim rządzie Mattiego Vanhanena 19 kwietnia 2007 objęła stanowisko ministra sprawiedliwości. Utrzymała je również w powołanym 22 czerwca 2010 rządzie Mari Kiviniemi (do 22 czerwca 2011).